# Храм Иерусалимской иконы Божией Матери (Бронницы)
Храм Иерусалимской иконы Божией Матери — православный храм в городе Бронницы Московской области. Относится к Коломенской епархии Русской православной церкви.
Церковь является частью храмового комплекса, куда входят также собор Михаила Архангела и колокольня.

## История

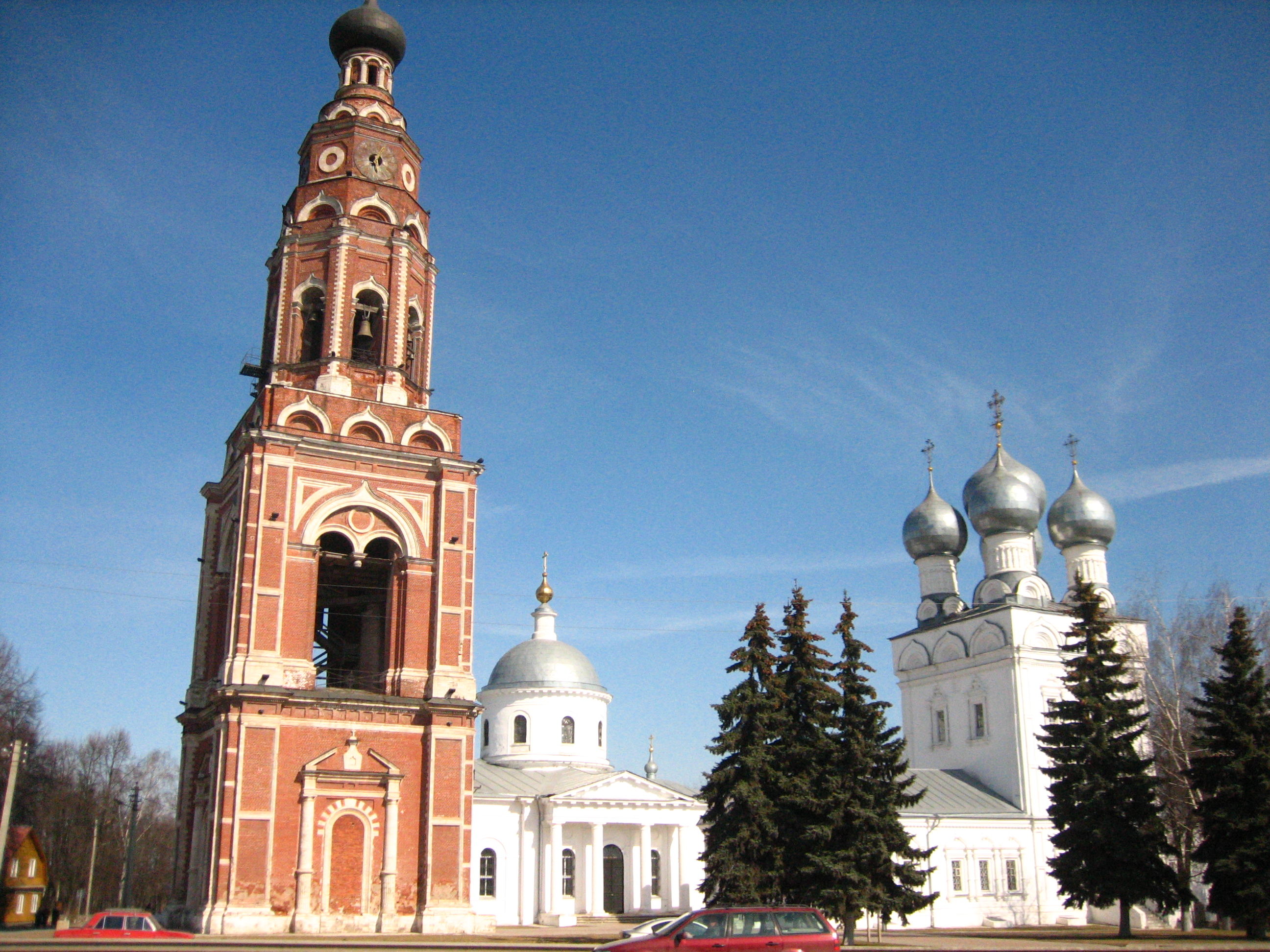
Храмовый комплекс в 2008 году

Уже имеющиеся в 1835 году в Бронницах храм и колокольня требовали их ремонта. В прошении к митрополиту Московскому и Коломенскому Филарету (Дроздову) прихожане просили разрешить пристроить трапезную к древнему храму святого Архангела Михаила, возвести новую колокольню, а также разобрать пришедший в ветхость храм святителя Иоанна Милостивого и возвести на его месте новый храм. Прошение было одобрено, и московским архитектором Александром Кутеповым был разработан проект новой трапезной церкви и колокольни. По своим размерам и смете на всё работы проект не подошёл жителям Бронницы. Поэтому они написали в 1839 году новое прошение митрополиту Филарету о строительстве только нового теплого храма на месте каменной Иоанновской церкви. Проект этого храма выполнил другой архитектор — Александр Шестаков. Строительство церкви на месте разобранной началось в 1840 году. Полностью новый каменный храм был готов в 1846 году.
Здание представляло собой однокупольный шестистолпный храм в стиле позднего классицизма, выстроенный в качестве зимней церкви к северу от Архангельского собора. Дорогое внутреннее убранство стало возможным благодаря пожертвованиям бронницкого благотворителя и храмоздателя — купца 1-й гильдии А. К. Кононова.
Главным престолом храма стал престол в честь Иерусалимской иконы Божией Матери, освящение которого состоялось 3 февраля 1846 года митрополитом Филаретом. Также церковь имела престолы Николая Чудотворца и Иоанна Милостивого. К середине1870-х годов храм оказался тесен и был расширен в 1876—1880 годах.
Церковь пережила Октябрьскую революцию, но была закрыта и осквернена в 1930-х годах. Сначала в здании храма было зернохранилище, а позднее расположилась Всесоюзная книжная палата. Здание не было разрушено и после распада СССР. После реставрации церковь была открыта для прихожан в начале 1990-х годов.
Реликвией храма является точный список с московской чудотворной из Успенского собора.